# تحریک ضدشوروی
تحریک و تبلیغ ضدشوروی (ASA) یک جرم جنایی در اتحاد جماهیر شوروی بود. در ابتدا، این اصطلاح به جای تحریک ضدانقلاب استفاده می‌شد. اصطلاح اخیر بلافاصله پس از انقلاب اکتبر ۱۹۱۷ مورد استفاده قرار گرفت. این جرم در قانون کیفری در دهه ۱۹۲۰ تدوین شد و در دهه ۱۹۵۰ در دو ماده از قانون کیفری جمهوری فدراتیو روسیه تجدید نظر شد. این جنایت به‌طور گسترده علیه مخالفان شوروی مورد استفاده قرار گرفت.